# پته ویسکلسکی
پته ویسکلسکی (به انگلیسی: Pete Visclosky) نمایندهٔ حوزه انتخابیه اول ایندیانا از حزب دموکرات ایالات متحده آمریکا در مجلس نمایندگان ایالات متحده آمریکا است که برای نخستین‌بار در ۵ ژانویه ۱۹۸۵ میلادی به‌عضویت این مجلس درآمد.